# 팔라타
팔라타(이탈리아어: Palata)는 이탈리아 몰리세주 캄포바소도의 코무네다. 캄포바소로부터 북동쪽 35km 거리에 있다.